# Unia Syjonistów Rewizjonistów

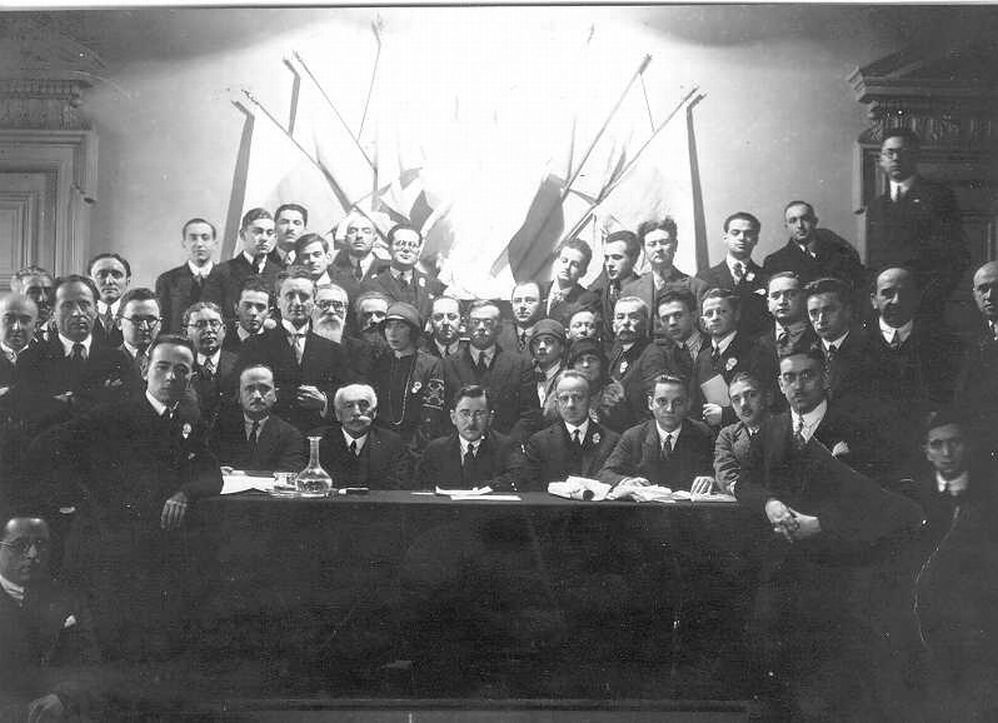
Zdjęcie z jednej z konferencji Ha-Coharu.

Unia Syjonistów Rewizjonistów  (hebr. ברית הציונים הרוויזיוניסטים) lub Związek Syjonistów Rewizjonistów , również jako Ha-Cohar (skrót. הצה"ר, hebr. הציונים הרוויזיוניסטים, ha-cijonim ha-rewizjonistim) – partia polityczna rewizjonistycznych syjonistów powstała w 1925 roku w Paryżu z inicjatywy Ze’ewa Żabotyńskiego. Ruch domagał się utworzenie państwa żydowskiego w ramach całego brytyjskiego Mandatu Palestyny, utworzenie Legionu Żydowskiego i masowej imigracji żydowskiej do Palestyny. 
Od 1935 roku Ha-Cohar funkcjonował w ramach założonej przez popierających Żabotyńskiego rewizjonistów Nowej Organizacji Syjonistycznej (NOS), która miała być alternatywą dla Organizacji Syjonistycznej. Jednak w ramch NOS ruch zmarginalizował się, a w Palestynie stracił na znaczeniu na rzecz Irgunu. 
W czerwcu 1949 roku doszło do połączenia Ha-Coharu z Herutem Menachema Begina.

## Tło

Odezwa Unii Syjonistów Rewizjonistów w języku polskim i jidysz.

W 1923 roku doszło do konfliktu pomiędzy Ze’ewem Żabotyńskim a egzekutywą syjonistyczną w 1923 roku. Skrytykowano go wówczas za kontakty, jakie nawiązał w 1919 roku z Symonem Petlurą w celu utworzenia żydowskich oddziałów w strukturach armii ukraińskiej. Zarzucono mu hipokryzję i współpracę ze środowiskami, które dokonywały pogromów na Żydach. Ponadto Żabotyński był rozczarowany działaniami Komitetu Wykonawczego Organizacji Syjonistycznej, który odmówił:
- skrytykowania rządu Wielkiej Brytanii i jego polityki wobec Żydów w Palestynie,
- zażądania od Wysokiego Komisarza Palestyny Herberta Samuela zmiany jego polityki wobec mandatu i wycofania z administracji mandatowej urzędników o antysyjonistycznym nastawieniu,
- zajęcia jasnego stanowiska, że w swoich działaniach wobec władz mandatowych kierować się będzie tzw. programem bazylejskim (przyjętym w 1897 na I Kongresie Syjonistycznym w Bazylei).

Według Żabotyńskiego ruch syjonistyczny powinien jednoznacznie stwierdzić, że jego celem jest utworzenie państwa żydowskiego w Palestynie (łącznie z Transjordanią). Takie stanowisko dałoby moralną i polityczną legitymację do działań. Wszystkie cele powinny być realizowane na drodze politycznej i dyplomatycznej aktywności przy współpracy z Wielką Brytanią. W wyniku sporów ideologicznych Żabotyński 18 stycznia 1923 roku złożył swój mandat delegata egzekutywy syjonistycznej i podjął działania mające na celu popularyzację swoich postulatów. W 1924 roku w Paryżu zaczął skupiać wokół siebie środowiska nastawione opozycyjnie wobec ówczesnych liderów ruchu syjonistycznego, które miały dać początek stronnictwu rewizjonistycznemu. 

## Historia

### Założenie Unii Syjonistów Rewizjonistów (1925)
W dniach 26–30 kwietnia 1925 roku w Paryżu odbyła się konferencja założycielska Unii Syjonistów Rewizjonistów. W jej trakcie wybrano komitet centralny z 12 członkami oraz wybrano Żabotyńskiego na przewodniczącego. Uchwalono także program ugrupowania, który zakładał:
- uznanie masowej imigracji do Palestyny jako sposób na rozwiązanie trudnej sytuacji Żydów na wygnaniu,
- dążenie do utworzenia większości żydowskiej w Palestynie i otwarcie całej Transjordanii dla osadnictwa żydowskiego,
- ustanowienie brytyjskiego „zarządu kolonialnego” w Palestynie, co miało skutkować w wywłaszczeniu nieużytków w Mandacie Palestyny pod osadnictwo żydowskie, przy jednoczesnym zapewnieniu odszkodowania ich właścicielom,
- sformowanie legionu żydowskiego jako stałego elementu garnizonu brytyjskiego w Palestynie,
- postulowanie, aby Wysoki Komisarz Palestyny był mianowany w porozumieniu z przywódcami syjonistycznymi, a wyższe stanowiska w administracji mandatowej były obejmowane przez osoby przychylne ruchowi syjonistycznemu,
- żądanie przekazania kontroli nad imigracją Żydów do Palestyny w ręce Organizacji Syjonistycznej i zniesienie kwot imigracyjnych,
- dążenie do utworzenia w Palestynie instytucji reprezentujących Żydów i Arabów, przy uwzględnieniu stosunku liczby Żydów do lokalnej społeczności arabskiej.

Od 1925 do 1928 roku Komitet Wykonawczy partii znajdował się w Paryżu. W 1929 roku został przeniesiony do Londynu przez Me’ira Grossmana.
Jeszcze przed utworzeniem Ha-Coharu środowisko skupione wokół Żabotyńskiego było hermetyczne i składało się z dziennikarzy skupionych wokół rosyjskojęzycznego czasopisma syjonistycznego „Razswet” (ros. Разсвѣтъ⁩⁩, ang. Razsvet) wydawanego w Berlinie oraz grupy żydowskich studentów z Rygi. Jednak Już w sierpniu 1925 roku Żabotyński zaznaczył, że rewizjonizm jest ruchem politycznym, który powinien być zinstytucjonalizowany we wszystkich znaczących lokalizacjach ówczesnego świata. 
W 1925 roku struktury Ha-Coharu powstały jeszcze w Palestynie (25 lipca), Austrii (24 sierpnia), Czechosłowacji (październik), Rumunii (1–2 grudnia).

### Relacje Ha-Coharu z Bejtarem
Podczas pierwszej Światowej Konferencji Bejtaru w Warszawie w 1929 roku zgodzono się, że nie będzie on stanowić części ruchu rewizjonistycznego. Bejtar miał być organizacją młodzieżową, ideologicznym i kadrowym zapleczem dla przyszłego Legionu Żydowskiego w Palestynie. Jednak każdy członek Bejtaru po ukończeniu 18. roku życia mógł zostać aktywnym członkiem Unii Syjonistów Rewizjonistów. Przełom lat 20. i 30. XX wieku ujawnił rosnące ambicje polityczne działaczy Bejtaru. Jak podaje Daniel K. Heller w 1930 roku 60% członków Bejtaru w Polsce miało ponad 17 lat, a raporty organizacji we Wschodniej Galicji stanowiły, że 56% członków Bejtaru miało 18 lat lub więcej. Stanowiło to problem, ponieważ Bejtar stawał się czymś więcej niż organizacją młodzieżową stanowiącą zaplecze dla przyszłych elit Unii Syjonistów Rewizjonistów. Londyńskie struktury Ha-Coharu podjeły działania w celu zapobieżenia radykalizacji Bejtaru, oddalenia się go od głównych struktur ruchu rewizjonistycznego i utrzymania w nim dominacji partii. Natomiast stanowisko działaczy Bejtaru, między innymi Aharona Propesa, było takie, że ruch nie powinien należeć do żadnej formacji politycznej, a przygotowanie młodzieży miało służyć przyszłym żydowskim siłom zbrojnym. W celu wygaszenia sporów w kwietniu 1931 roku podpisano tzw. dżentelmeńskie porozumienie. Stanowiło ono, że po ukończeniu 18. roku życia, członkowie Bejtaru będą mieli wstępować w szeregi ruchu rewizjonistycznego i przestrzegać jego zasad. Jednak w tym samym dokumencie Żabotyński zawarł zapis, iż po ukończeniu 18. roku życia każdy członek Bejatru będzie stanowić jednocześnie rezerwę organizacji młodzieżowej i zobowiązany będzie dalej wykonywać polecenia dowództwa Bejtaru.
Do kolejnego starcia poglądów doszło podczas konferencji Ha-Coharu w Polsce w 1934 roku, kiedy Menachem Begin mówił o potrzebie „bejtaryzacji” Unii Syjonistów Rewizjonistów, czyli zwiększenia wpływów Bejtaru w partii. Natomiast przedstawiciele rewizjonistów z Mandatu Palestyny uważali, że Bejtar ma być ukształtowany na podobieństwo maksymalistycznej organizacji Brit ha-Birjonim. Jednak większość uczestników wypowiedziała się za separacją organizacji od struktur politycznych. Sprzeciw ten został wyrażony raz jeszcze w 1935 roku na światowym zjeździe Bejtru w Krakowie, gdzie skrytykowano upolitycznianie ruchu i pozycjonowanie go jako bloku politycznego w ruchu rewizjonistycznym.

### Odłączenie się od Organizacji Syjonistycznej
W 1931 roku, na XVII Kongresie Syjonistycznym w Bezylei rewizjoniści uznali, że głównym celem żydowskiego ruchu narodowego powinno być utworzenie państwa żydowskiego w Palestynie. Sprzeciwili się polityce Chaima Weizmana, który pomimo pogromów ludności żydowskiej w Mandacie Palestyny w 1929 roku twierdził, że można współżyć z ludnością arabską na podstawie kompromisu. Sprzeciw Kongresu Syjonistycznego wobec postulatów rewizjonistów doprowadził do złożenia przez Żabotyńskiego karty delegata na kongres. Część zradykalizowanych rewizjonistów, którzy poparli idee Żabotyńskiego podniosła postulat utworzenia własnych struktur syjonistycznych. Grupa umiarkowana, reprezentowana przez londyńską centralę Ha-Coharu i Me’ira Grossmana, chciała pozostać w ramach Organizacji Syjonistycznej. W celu zachowania jedności Unii Syjonistów Rewizjonistów w dniach 28–29 września 1931 roku Żabotyński doprowadził do zawarcia tzw. kompromisu z Calais. Na jego podstawie rewizjoniści mogli dalej reprezentować ruch w ramach Organizacji Syjonistycznej, ale jednocześnie zastrzeżono, że nie będzie ich obowiązywać dyscyplina ruchu syjonistycznego. Polityka ta była nie do przyjęcia przez władze syjonistyczne, które uważały Kongres Syjonistyczny za jedyną formę realizacji polityki syjonizmu. Radykałowie (Jehoszu’a Jejwin, Abba Achimeir, Uri Cwi Grinberg) również odrzucali kompromis, ponieważ nalegali na opuszczenie struktur syjonistycznych oraz oczyszczenie ruchu z umiarkowanych działaczy. 

Plakat wyborczy Unii Syjonistów Rewizjonistów na Kongres Syjonistyczny (1933) w języku polskim i jidysz.

W 1933 roku Żabotyński zwołał specjalne posiedzenie Unii Syjonistów Rewizjonistów w Katowicach. Nie przyniosło ono skutków, a Żabotyński pojechał na następny dzień do Łodzi, gdzie wydał manifest, w którym rozwiązał organy wykonawcze, ogłosił osobiste przywództwo nad ruchem i ogłosił zwołanie plebiscytu mającego na celu ustalenie kierunku polityki rewizjonistów. Organizację tego ostatniego powierzono Grossmanowi. Wiec zakończył się masowym poparciem przywództwa Żabotyńskiego. Autorytarne przywództwo w partii spotkało się z aprobatą radyakalnych środowisk Brit ha-Birjonim, które aktywnie wspierały Żabotyńskiego w tym stylu sprawowania władzy do czasu zabójstwa Chima Arlosoroffa (16 czerwaca 1933), kiedy frakcja osłabła i rozpadła się. W tym samym roku grupa skupiona wokół Grossmana opuściła ruch rewizjonistyczny i utworzyła Żydowską Partię Państwową, która pozostała ugrupowaniem marginalnym .
Pogłębiające się różnice zdań w ramach Ha-Coharu doprowadziły w 1935 roku do głosowania, w którym 167 000 uczestników poparło odłączenie się rewizjonistów od Organizacji Syjonistycznej i utworzenie oddzielnych struktur. 3000 głosujących było przeciwnych temu pomysłowi. We wrześniu 1935 roku we Wiedniu doszło do kongresu założycielskiego Nowej Organizacji Syjonistycznej. Rząd Wielkiej Brytanii odmówił międzynarodowego uznania NOS. 
19 lipca 1935 roku w gazecie „Trybuna Narodowa” opublikowano odezwę do członków Bejtaru, Brit he-Chajalu oraz innych powiązanych z rewizjonizmem organizacji, że wszyscy oni zobowiązani są do budowy i umacniania struktur organizacji. Nakazano zorganizowanie odpowiednich prelekcji i spotkań, na których zaprezentować miano wszystkie materiały otrzymane z centrali.
Po 1935 roku siedzibę Unii Syjonistów Rewizjonistów przeniesiono do Warszawy, a sam ruch otrzymał poparcie władz II Rzeczypospolitej Polskiej, co jednak nie przełożyło się na sukcesy polityczne rewizjonistów.

### Okres od 1939 roku do powstania Państwa Izrael

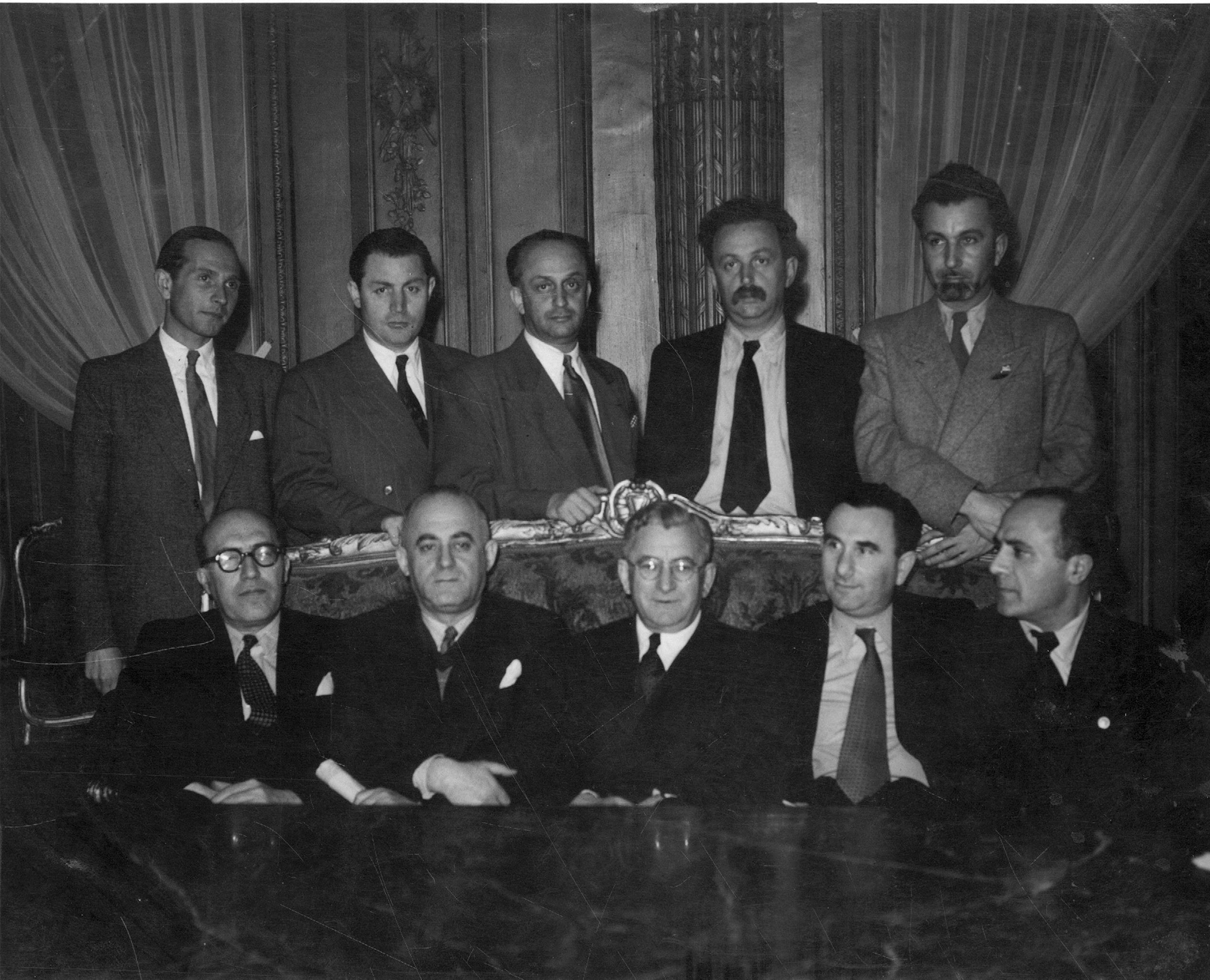
Członkowie Komitetu Wykonawczego Ha-Coharu w Paryżu (1948). Stoją od prawej: Re’uwen Hecht, Szimszon Juniczman, Dawid Bukszpan, Eli’ezer Szostak, Emanu’el Kohen. Siedzą od prawej: Aharon Cwi Propes, Ja’akow Rubin, Me’ir Grossman, Arje Altman, Baruch Wejnsztejn.

Yaacov Shavit podaje, że przed wybuchem wojny Nowa Organizacja Syjonistyczna nie była wpływową strukturą i była identyfikowana wyłącznie z Ha-Coharem. Sama Unia Syjonistów Rewizjonistów również osłabła i nie była w stanie mobilizować mas. Jej wpływy zmalały po powstaniu w Palestynie Irgunu, który skupił wokół siebie środowiska militarystów i radykałów popierających walkę zbrojną o niepodległość państwa żydowskiego. Formalnie Ha-Cohar nie utrzymywał powiązań z Irgunem, chcąc odciąć się od jego działalności zbrojnej w podziemu, ale w praktyce członkowie ruchu rewizjonistycznego współdziałali z Irgunem. Śmierć Żabotyńskiego w 1940 roku pozostawiła ruch bez przywódcy o podobnym mu autorytecie. Rewizjoniści podzielili się na mniejsze formacje.
W lutym 1946 roku 70% członków ruchu opowiedziało się za powrotem do struktur Kongresu Syjonistycznego i startu w wyborach do niego. 11 marca tego samego roku w Tel Awiwie doszło do połączenia się Żydowskiej Partii Państwowej i Ha-Coharu. 
W czerwcu 1949 roku Ha-Cohar połączył się z Herutem Menachema Begina, tworząć Brit Cherut-Ha-Cohar. Herut miał reprezentować ruch w Izraelu, natomiast Ha-Cohar poza nim. Grossman nie brał udziału w spotkaniu. Utworzył osobną formację o nazwie Gusz Ha-Cohar. Duża część jej członków wstąpiła później do Ogólnych Syjonistów.

## Wyniki Ha-Coharu w wyborach na Kongres Syjonistyczny
Wyniki Ha-Coharu w wyborach na Kongres Syjonistyczny wg lat:
- 1927 – 8446 głosów z 123 729 wszystkich oddanych głosów
- 1929 – 18 000 głosów z 200 000 wszystkich oddanych głosów
- 1931 – 55 848 głosów z 233 730 wszystkich oddanych głosów
- 1933 – 99 729 głosów z 555 113 wszystkich oddanych głosów
- 1946 – 28 086 głosów z 205 008 wszystkich oddanych głosów

## Wyniki Ha-Coharu w wyborach do Zgromadzenia Reprezentantów w Palestynie
Unia Syjonistów Rewizjonistów uzyskała następujące wyniki w wyborach do Zgromadzenia Reprezentantów, parlamentu społeczności żydowskiej w mandatowej Palestynie:
- II Zgromadzenie Reprezentantów – 15 mandatów,
- III Zgromadzenie Reprezentantów – 11 mandatów dla Ha-Coharu i 5 mandatów dla listy o nazwie Zwolennicy Żabotyńskiego.